# 匡巷站
匡巷站是一个沪昆铁路上的铁路车站，位于中华人民共和国上海市嘉定区江桥镇匡巷，建于1986年，目前为五等站，邮政编码为201812。目前该站已关闭，南侧为南翔动车运用所。

## 灾难事故
1988年3月24日，一列由ND2型柴油机车牵引、南京开往杭州的311次旅客列车在匡巷站于下午2时19分与正要进站的208次旅客列车发生正面相撞，造成旅客及乘务员死亡28人，重伤20人，轻伤79人.其中坐在第二辆软座车的日本旅客死亡27人，重伤9人，轻伤28人，这些日本旅客都是到中国访问和旅游的日本高知市青少年修学旅行团；机车大破报废2辆，中破1辆，沪杭铁路中断正线行车23小时07分。该事故至今仍然是中国铁路事故中外籍旅客伤亡最多的一次。事后为方便于日本死者亲友祭扫死者，在当时事故发生位置设立了一个祭台，并种了两棵松柏树。